# Nina Smith
Nina Smith (født 17. oktober 1955 i Ølsted, Nørre Broby) er en dansk professor i nationaløkonomi. Hun har tidligere været ansat som prorektor ved Aarhus Universitet og har tidligere været økonomisk vismand.
Nina Smith blev cand.oecon. fra Aarhus Universitet i 1981 og var fra 1982-1986 ansat ved Handelshøjskole Syd som adjunkt og senere som lektor. Hun var i perioden 1986 til 1993 lektor ved Aarhus Universitet, hvorefter hun blev professor ved Handelshøjskolen i Århus fra 1993. Hun har siden 2001 været forskningsprofessor ved Deutsche Institut für Wirtschaftsforschung i Berlin.
Hun har været formand for Det Frie Forskningsråd og Danmarks Transportforskning, næstformand i Koordinationsudvalget for Forskning og medlem af Globaliseringsrådet. Fra 1991 til 1993 var hun medlem af Socialkommissionen, og fra 1993 til 1998 var hun økonomisk vismand. Hun blev i 2003 udpeget til at være medlem af Velfærdskommissionen. I 2007 blev hun udnævnt til prorektor for det akademiske område ved Aarhus Universitet – en stilling, som hun bestred frem til 2009.
Nina Smith har desuden haft en række bestyrelsesposter, bl.a. i PFA, Nykredit og NIRAS.

## Anerkendelser
- Dansk Kvindesamfunds Mathilde Pris[3]
- 14. september 2012 blev hun Ridder af 1. grad af Dannebrogordenen